# Bill Bower
William Marsh Bower, conhecido como Bill Bower (Ravenna, 13 de fevereiro de 1917 - Boulder, 10 de janeiro de 2011), foi um aviador militar norte-americano, coronel da Força Aérea dos Estados Unidos e veterano da Segunda Guerra Mundial. O coronel Bower foi o último piloto sobrevivente do Ataque Doolittle.